# Deumus
Deumus, boginja Calicut u distriktu Malabar u Indiji. Prema djelu Dictionnaire Infernal (1863.) autora Collina de Plancyja (1793. – 1881.), Deumus je zapravo đavao koji je štovan pod tim imenom. Opisuje se s četiri roga na glavi, četiri šiljata i oštra zuba u ustima i s pijetlovim nogama. Ima oštre kandže na rukama među kojima drži dušu koju se sprema proždrijeti.